# Касюк, Владимир
Владимир Касюк (13 марта 1973) — советский и белорусский футболист, полузащитник и нападающий.

## Биография
Воспитанник волковыскского футбола, тренер — Евгений Геннадьевич Савостьянов. На взрослом уровне известен выступлениями за «Химик»/«Неман» из Гродно, приходил в эту команду несколько раз. В последнем сезоне первенства СССР провёл один матч за гродненский клуб во второй лиге, также выходил на поле как минимум в одном матче Кубка СССР. После распада СССР стал выступать за другой клуб из Гродно — «Кардан Флайерс», с которым стал победителем второй лиги Белоруссии в сезоне 1993/94. На следующий сезон вернулся в «Неман» и сыграл 3 матча в высшей лиге Белоруссии, но вскоре снова оказался в составе «Кардан Флайерс», выступавшего теперь в первой лиге. Третье возвращение в «Неман» в 1996 году стало наиболее продуктивным — футболист в течение трёх сезонов был игроком основного состава команды. По окончании сезона 1998 года 25-летний игрок завершил профессиональную карьеру.
Всего в высшей лиге Белоруссии сыграл 83 матча и забил 5 голов.
Также выступал в чемпионате Белоруссии по мини-футболу за гродненский «Университет».
Дальнейшая судьба неизвестна.